# Buan
Buan (coreeană: 부안군) este un oraș din Coreea de Sud.